# 남강중학교
남강중학교(南崗中學校)는 대한민국 서울특별시 관악구 신림동에 있는 사립 중학교이다.

## 학교 연혁
- 1970년 6월 11일 : 학교법인 남강학원 설립인가
- 1971년 1월 30일 : 남강중학교 설립인가(24학급)
- 1971년 3월 3일 : 개교 및 신입생 입학식(8학급 560명)
- 1971년 3월 8일 : 초대 허동현 교장 취임
- 1971년 9월 6일 : 설립자 은희을 선생 이사장 취임
- 1974년 2월 15일 : 남강중학교 제1회 졸업식 거행(499명)
- 1975년 10월 17일 : 남강 기념관 개관(1681m2, 540석)
- 1978년 5월 1일 : 설립자 남강 은희을 선생 동상 제막
- 1985년 11월 29일 : 체육관 준공(2265m2)
- 2008년 2월 11일 : 제3대 은석형 이사장 취임
- 2022년 2월 10일 : 제49회 졸업식(115명, 누계 20,919명)
- 2022년 3월 2일 : 제52회 입학식
- 2023년 3월 2일 : 제14대 권택찬 선생 교장 취임

## 참고 자료
- 남강중학교 - 한국교육학술정보원 학교알리미